# Прецінка (Люблінське воєводство)
Прецінка (пол. Przecinka) — село в Польщі, у гміні Томашів Томашівського повіту Люблінського воєводства.
Населення — 190 осіб (2011).

## Історія
Первісним населенням Прецінки були русини-лемки, які компактно проживали на своїх історичних землях. 
У 1975-1998 роках село належало до Замойського воєводства.

## Демографія
Демографічна структура станом на 31 березня 2011 року:
|          | Загалом | Допрацездатний вік | Працездатний вік | Постпрацездатний вік |
| -------- | ------- | ------------------ | ---------------- | -------------------- |
| Чоловіки | 99      | 29                 | 60               | 10                   |
| Жінки    | 91      | 18                 | 47               | 26                   |
| Разом    | 190     | 47                 | 107              | 36                   |